# Chimediin Saikhanbileg
Chimediin Saikhanbileg (en mongol: Чимэдийн Сайханбилэг: Чимэдийн Сайханбилэг; Dornod, 17 de febrero de 1969) fue el primer ministro de Mongolia desde 2014 hasta 2016. Miembro del Partido Democrático, fue nombrado primer ministro que sigue un movimiento de ninguna confianza, y desde entonces se ha encargado de mejorar la desacelerada economía de Mongolia e inversión extranjera.

## Biografía
Saikhanbileg nació en 1969 en Dornod, Mongolia. Asistió a la universidad en Mongolia (Universidad Nacional de Mongolia), Rusia (Universidad Estatal de Moscú) y los Estados Unidos (Universidad George Washington). Trabajó para una empresa legal, antes de entrar a la política. Saikhanbileg es capaz de levantar pesas de 175 kilogramos (385 libras).

## Carrera política

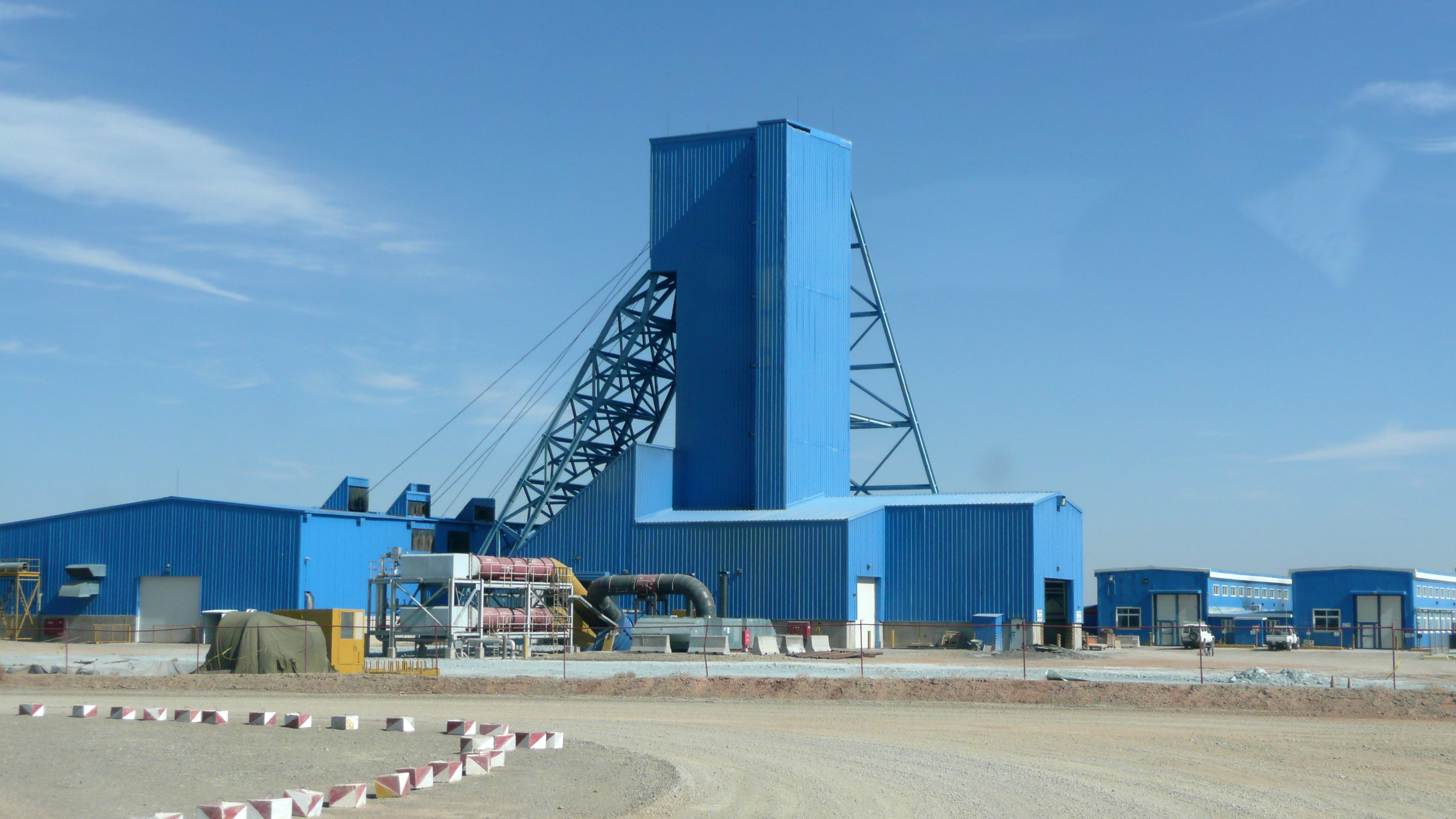
La mina Oyu Tolgoi ha sido un asunto político importante durante el gobierno de Saikhanbileg

Saikhanbileg se unió al Partido Democrático, habiendo sido presidente de la Federación de la Juventud Mongola de 1997 a 2002. De 2008 a 2012, sirvió como el dirigente de la camarilla Democrática en el parlamento. Antes de ser nombrado primer ministro Saikhanbileg era el ministro de Educación. Ascendió a Primer ministro el 21 de noviembre de 2014, sucediendo al primer ministro de entonces, quién tomó oficina siguiendo el 5 noviembre ningún-voto de confianza, el cual Norovyn Altankhuyag dejó la oficina. Su llegada al poder fue opuesto, ante el Partido del Pueblo Mongolia (MPP), con el argumento de que como era ministro de gabinete, fue parte del grupo de políticos quién "pasó por alto crecer problemas económicos." El MPP rechazó participar en el voto, y Saikhanbileg fue elegido por un voto de 42-2.
La tarea más importante como primer ministro para Saikhanbileg, ha sido para mejorar inversión extranjera en Mongolia, el cual tomó una vuelta dramática a peor en 2013, cuándo la empresa privada Rio Tinto frenó la expansión en la mina Oyu Tolgoi en Provincia de Omnögovi. La inversión extranjera cayó casi $4 mil millones de dólares entre 2012 y 2015. En 2015 Saikhanbileg pidió un "texto-referéndum de mensaje", encuestando el país para una su opinión en importantes proyectos mineros. Cuándo se preguntó si el país tendría que intentar salir del problema financiero para apoyar proyectos mineros a través de inversión, o costes de corte, aproximadamente 56% apoyó la inversión.